# Südasienspiele 2019/Triathlon
Die Triathlon-Wettbewerbe der Südasienspiele 2019 fanden vom 2. bis zum 4. Dezember 2019 in Pokhara statt. Zum zweiten Mal nach 2016 wurde Triathlon bei den Südasienspielen ausgetragen und im Vergleich zu 2016 um die Bewerbe im Duathlon erweitert.

## Triathlon

### Männer (Einzel)
| Platz | Athlet                   | Land | Zeit (h) |
| ----- | ------------------------ | ---- | -------- |
| 1     | Adarsh Sinimol           | IND  | 1:04:08  |
| 2     | Bishworjit Saikhom       | IND  | 1:04:36  |
| 3     | Basanta Chaudhari        | NEP  | 1:04:43  |
| 4     | Chalaka Wickramaarachchi | LKA  | 1:07:19  |
| 5     | Asanka Nilaweera         | LKA  | 1:07:31  |
| 6     | Nitesh Manandhar         | NEP  | 1:10:19  |

2. Dezember

### Frauen (Einzel)
| Platz | Athlet                | Land | Zeit (h) |
| ----- | --------------------- | ---- | -------- |
| 1     | Sony Gurung           | NEP  | 1:14:08  |
| 2     | Sorojini Devi Thoudam | IND  | 1:14:22  |
| 3     | Pragnya Mohan         | IND  | 1:15:19  |
| 4     | Puvini Kahandawala    | LKA  | 1:16:35  |
| 5     | Gayani Dasanayake     | LKA  | 1:20:36  |
| 6     | Nirjala Tamrakar      | NEP  | 1:21:18  |

2. Dezember

### Mixed-Staffel
| Platz | Land      | Athleten                                                              | Zeit (h) |
| ----- | --------- | --------------------------------------------------------------------- | -------- |
| 1     | Indien    | Pragnya Mohan Bishworjit Saikhom Sorojini Devi Thoudam Adarsh Sinimol | 1:35:20  |
| 2     | Nepal     | Sony Gurung Dipesh Chaudhary Keshari Thapa Magar Basanta Tharu        | 1:38:28  |
| 3     | Sri Lanka | Puvini Kahandawala Asanka Nilaweera Gayani Dasanayake Nuwan Kumara    | 1:41:21  |

4. Dezember

## Duathlon

### Männer (Einzel)
| Platz | Athlet                | Land | Zeit (min) |
| ----- | --------------------- | ---- | ---------- |
| 1     | Himal Tamata          | NEP  | 57:33      |
| 2     | Laxman Malla          | NEP  | 59:13      |
| 3     | Asith Perera          | LKA  | 59:32      |
| 4     | Nuwan Kumara          | LKA  | 59:33      |
| 5     | Vishwanath Yadav      | IND  | 63:13      |
| 6     | Sushil Singh Elangbam | IND  | 63:35      |

3. Dezember

### Frauen (Einzel)
| Platz | Athlet                        | Land | Zeit (h) |
| ----- | ----------------------------- | ---- | -------- |
| 1     | Eranga Rashila Dulakshi       | LKA  | 1:05:58  |
| 2     | Humi Budda Magar              | NEP  | 1:08:54  |
| 3     | Udaya Kumari                  | LKA  | 1:09:09  |
| 4     | Indrakala Nembang             | NEP  | 1:10:29  |
| 5     | Linthoingambi Mayengban Chanu | IND  | 1:14:06  |
| 6     | Riddhi Kadam                  | IND  | DSQ      |

3. Dezember